# Aphelia cyperoides
Aphelia cyperoides là một loài thực vật có hoa trong họ Centrolepidaceae. Loài này được R.Br. mô tả khoa học đầu tiên năm 1810.